# Zentrum für Populäre Kultur und Musik

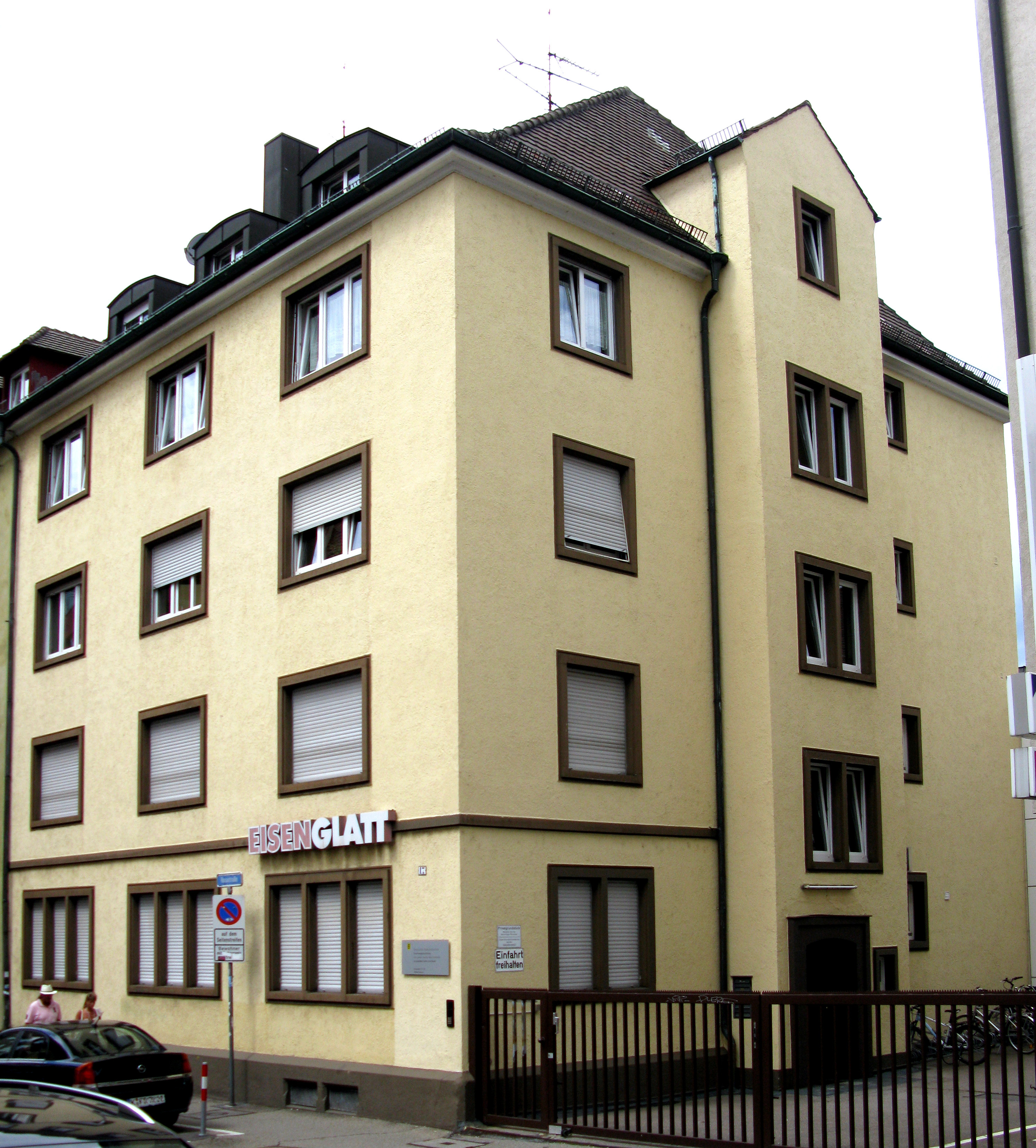
Sitz des Zentrum für Populäre Kultur und Musik, Rosastraße 17 in Freiburg im Breisgau

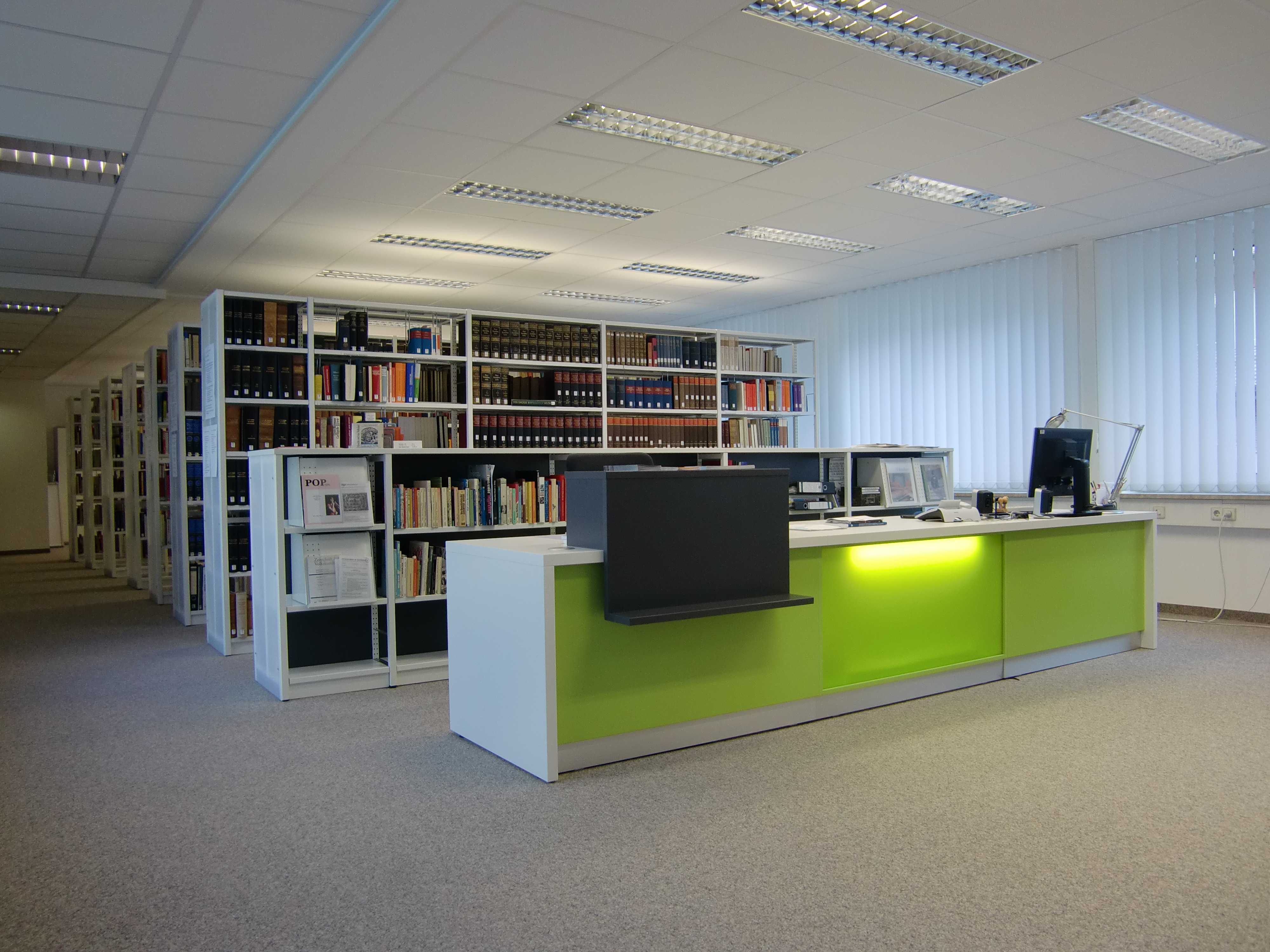
Theke im Bibliotheksbereich

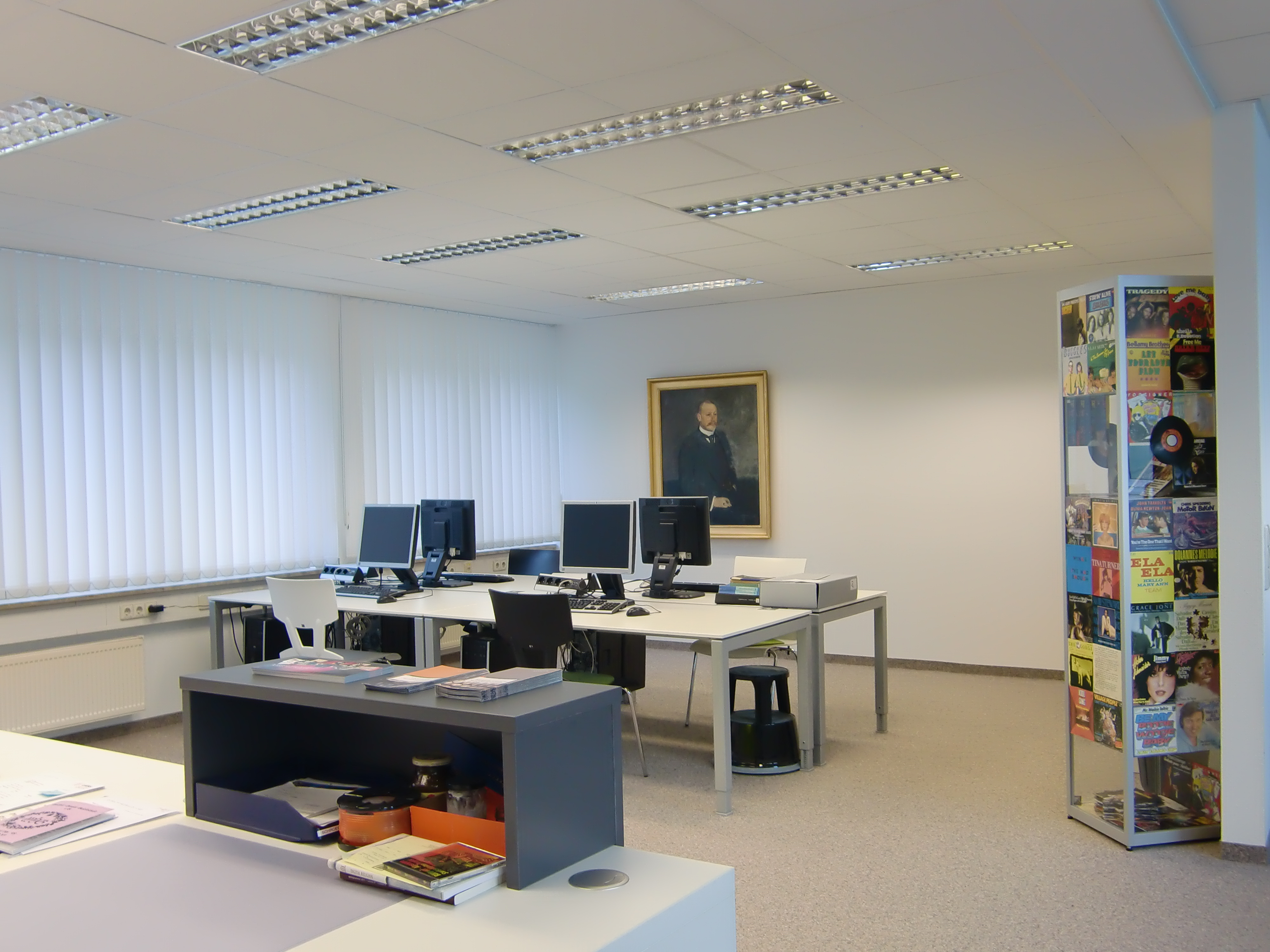
Nutzerplätze im Bibliotheksbereich

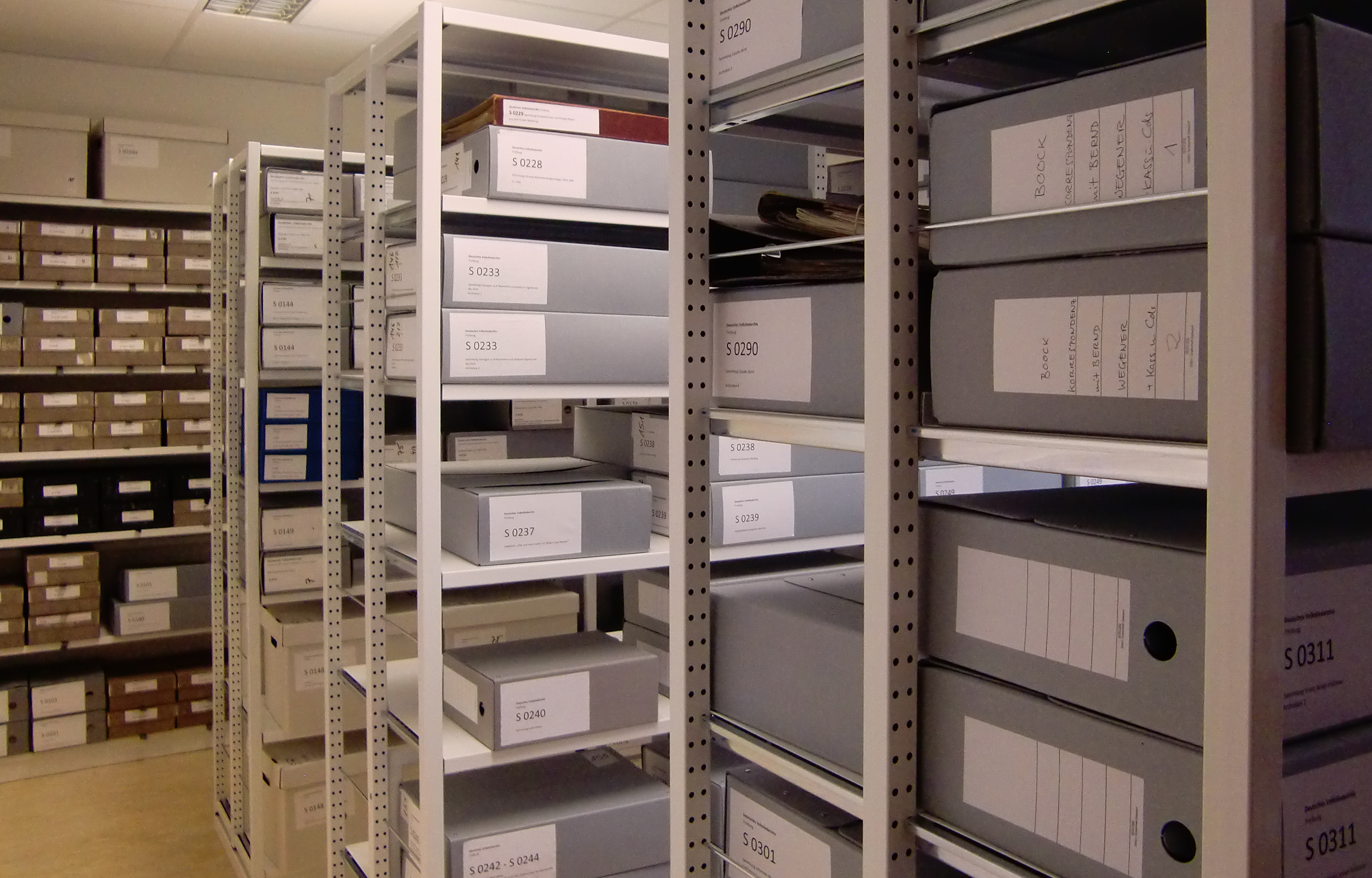
Nachlässe im Archivbereich

Das Zentrum für Populäre Kultur und Musik (ZPKM) ist eine 2014 gegründete zentrale wissenschaftliche Einrichtung der Universität Freiburg und dient der Erforschung populärer Musikkulturen in ihren verschiedenen historischen und gegenwärtigen Ausprägungen. Hervorgegangen ist es aus dem 1914 von John Meier gegründeten Deutschen Volksliedarchiv.

## Aufgaben
Das Zentrum dient fakultätsübergreifend und interdisziplinär der Forschung, Lehre, Weiterbildung und internationalen Zusammenarbeit und befasst sich mit dem Forschungsbereich „Populäre Kultur und Musik“. Folgende Aufgaben werden vom Zentrum wahrgenommen:
- historische Erforschung populärer Musikkulturen von der Frühen Neuzeit bis zur Gegenwart
- Analyse des Themenfelds Musik, Politik und Gesellschaft
- theoretische Reflexion populärer Kultur und Musik
- Forschung aufgrund verschiedener kultur-, medien- und musikwissenschaftlicher Ansätze
- Diskursgeschichte populärer Musik und des "Volkslied"-Begriffs
- Reflexion der Forschungsstrategien und -methoden
- Sammeln und Dokumentieren der Quellen und Objekte populärer Musikkultur[2]

## Sammlungen, Dokumentation und Bibliothek
Das ZPKM verfügt über eine umfangreiche Fachbibliothek und verschiedene Sammlungen zur populären Musikkultur: das 1914 gegründete Deutsche Volksliedarchiv, das Deutsche Musicalarchiv sowie das internationale Popmusikarchiv. Die Bestände umfassen unterschiedliche mediale Formen (einzelne Lied- und Rezeptionsbelege, Notenhefte, Liederbücher, Songbooks, Tonträger, grafische Zeugnisse etc.). Die Sammlungen des ZPKM stehen unter Denkmalschutz; sie gehören zu den bedeutenden deutschen Universitätssammlungen.
Die Lieddokumentation umfasst Arbeitsmappen zu mehr als 20.000  Liedern. Die Dokumentationsmappen enthalten zu den einzelnen Liedern folgende wichtige Informationen: Angaben zur Herkunft des Liedes (Autoren), Erstveröffentlichung, Verbreitung etc., Aufzeichnungen aus ethnografischer Sammlungstätigkeit und handschriftlicher Überlieferung,  Nachweise zum jeweiligen Rezeptionskontext sowie Liedzitate aus unterschiedlichen  Quellen, außerdem Verweise auf gedruckte Quellen und Fachliteratur.
Das Zentrum für Populäre Kultur und Musik besitzt neben den genannten Sammlungen und der Lieddokumentation eine umfassende Fachbibliothek zum populären Lied und zur populären Musik (Fachliteratur, Zeitschriften). Die Bibliothek wurde 2011 durch die Deutsche Forschungsgemeinschaft als „herausragende Forschungsbibliothek“ ausgezeichnet.
Teilbestände des ZPKM sind digitalisiert, etwa die Liedflugschriften des ZPKM, vgl. hierzu das Projekt VD Lied. Auf der Homepage des Zentrums findet sich eine eigene Recherche-Seite für verschiedene Sucheinstiege (gegliedert nach Materialarten und Katalogen). Die Sammlungen sind im Kalliope-Verbund (betrieben von der Staatsbibliothek zu Berlin) nachgewiesen.
Von der Zeitschrift Musikmarkt wurden mit deren Einstellung Teilbestände der Redaktion, das Fotoarchiv sowie eine Ordner-Sammlung zum Eurovision Song Contest übernommen.

## Forschung und Akademische Lehre
Als zentrale wissenschaftliche Einrichtung der Freiburger Universität arbeitet das Zentrum mit der Philosophischen und Philologischen Fakultät zusammen. Auf dem Gebiet der akademischen Lehre engagiert sich das Zentrum vor allem im Studiengang Medienkulturwissenschaft sowie Kulturanthropologie / Europäische Ethnologie.

## Publikationen
Das Zentrum gibt verschiedene Publikationen heraus, in gedruckter Form das Jahrbuch Lied und populäre Kultur / Song and Popular Culture sowie die Schriftenreihe Populäre Kultur und Musik. (zusammen mit der Universität Salzburg). Die Druckschriften werden im Verlag Waxmann (Münster) verlegt.
Des Weiteren veröffentlicht das ZPKM Online-Publikationen:
- Historisch-kritisches Liederlexikon
- Songlexikon. Encyclopedia of Songs